# Rhynchozoon taoraensis
Rhynchozoon taoraensis är en mossdjursart som beskrevs av Tilbrook 2006. Rhynchozoon taoraensis ingår i släktet Rhynchozoon och familjen Phidoloporidae. Inga underarter finns listade i Catalogue of Life.